# Barranc de l'Infern (Collegats)
|  | Aquest article tracta sobre el barranc entre el Pallars Jussà i el Sobirà. Vegeu-ne altres significats a «Barranc de l'Infern (desambiguació)». |

El barranc de l'Infern és un barranc afluent de la Noguera Pallaresa. Discorre íntegrament pel termenal entre Conca de Dalt, al Pallars Jussà i Baix Pallars, al Pallars Sobirà. Fa de termenal comarcal també entre el Pallars Jussà i el Sobirà. En el Pallars Jussà, toca l'antic terme de Claverol, en el seu enclavament dels Masos de Baiarri.
És el barranc que delimita pel costat sud-oriental el Congost de Collegats, i deu el seu nom a la condició feréstega del seu recorregut.
Es forma a l'Estret de Castilló, sota els Feixancs de Sòls, procedent de la Llau Fonda, la qual, pel seu costat, procedeix de la llau de Castilló. És, de fet, el mateix curs d'aigua que va canviant de nom. La Llau de Castilló, pel seu costat, és hereva del torrent de Perauba, o llau de Perauba, que davallen del sector occidental de la Serra de Boumort, i del barranc de la Torre de Senyús, que procedeix del límit més oriental entre les dues comarques pallareses.